# 法蘭索瓦·安托萬
法蘭索瓦·保羅·安托萬（法語：François Paul Anthoine；1860年2月28日—1944年12月25日），是一位法國陸軍將領，在第一次世界大戰中期西線戰場擔任要職，曾率軍參與帕森达勒战役。